# 无尾尖龙胆
无尾尖龙胆（学名：Gentiana ecaudata）是龙胆科龙胆属的植物。分布在缅甸以及中国大陆的云南、西藏等地，生长于海拔3,000米至4,500米的地区，多生长于山坡草地，目前尚未由人工引种栽培。

## 异名
- Gentiana setulifolia Marq.